# Aisha Dème
 (août 2025).
Aisha Dème (née à Dakar, au Sénégal) est une auteure, culturelle sénégalaise, et consultante en projets culturels, fondatrice et présidente de Siriworo, une agence d'ingénierie culturelle. Elle publie Dakar, nid d'artistes aux Éditions Malika. Un livre dans lequel 100 artistes portent leurs regards sur la ville de Dakar. L'ouvrage est choisi comme un des « 8 beaux livres coup de cœur » du Monde Afrique en 2022.

## Biographie
Née à Dakar, elle grandit à la Médina au cœur de la capitale sénégalaise. Diplômé en informatique à l'École supérieure polytechnique de Dakar, Aisha Dème est employée de banque pendant 5 années, avant de se lancer dans la promotion des arts. Elle obtient un master en communication.
En 2009, elle cofonde Agendakar.com, première plateforme web dédiée aux arts et à la culture au Sénégal. Elle écrit des tribunes pour Le Monde, sur la culture africaine comme la danse et le hip-hop. Elle travaille sur de multiples projets avec Amnesty, Amadou et Mariam, Mati Diop, le New York Times, des biennales, etc. Elle communique sur le Dakar culturel,. Elle est notamment connue pour ses « kits de survie » à chaque grand événement culturel.
En 2016, elle devient présidente du conseil d’administration de la Fondation Music In Africa. C'est la première femme à occuper ce poste. Membre de la fondation, elle avait auparavant siégé au conseil d’administration comme vice-présidente de 2014 à 2016. À la biennale de 2016, elle travaille avec les Instituts culturels nationaux de l’Union européenne sur Carrefour des cultures, avec pour la première fois à Dakar, une projection sur la façade de la Mairie de Dakar.
En 2022, elle publie son premier livre avec les Éditions Malika : Dakar, nid d'artistes,.